# Kościół Zesłania Ducha Świętego w Łodzi
Kościół Zesłania Ducha Świętego – katolicki kościół parafialny znajdujący się w Łodzi przy ul. Piotrkowskiej 2/2a (w sąsiedztwie placu Wolności).

## Historia

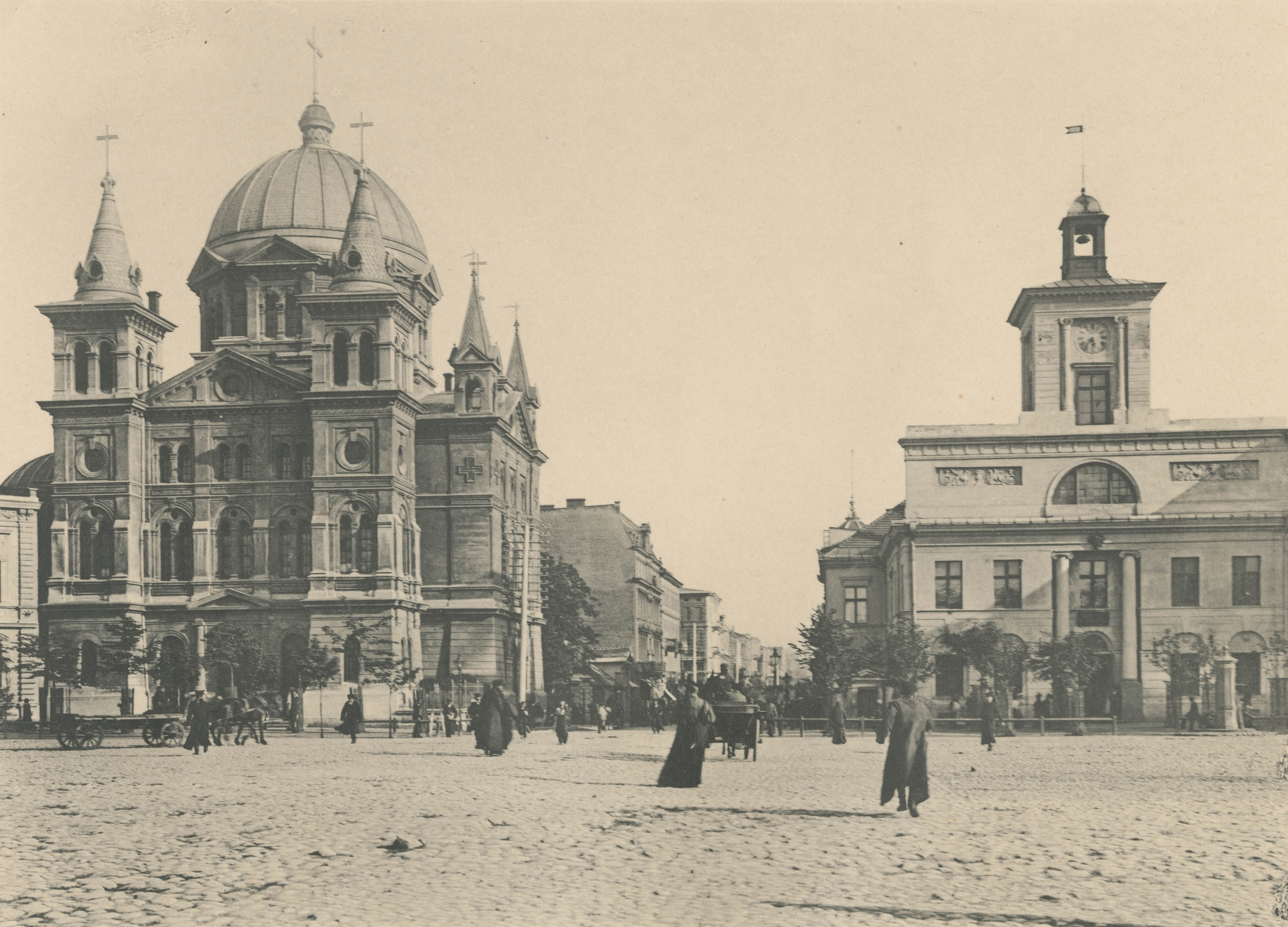
Po lewej, kościół ewangelicki Świętej Trójcy (fot. Bronisław Wilkoszewski, 1896)

Wybudowany w latach 1889–1891 jako kościół ewangelicko-augsburski pw. Świętej Trójcy. Styl eklektyczny z przewagą cech neorenesansowych z zastosowaniem elementów romańskich (okna). Autorzy projektu Otto Gehlig oraz Hilary Majewski. Kościół zbudowany na planie krzyża greckiego, o równych ramionach (30m x 29m), z cegły. Zgodnie z ogólnym charakterem z zewnątrz zdobi go 6 wieżyczek, z których 4 większe ustawione na narożach, o stożkowych chełmach zwieńczonych krzyżami, a pośrodku dachu nad nimi góruje kopuła zakończona krzyżem. Dachy i chełmy wieżyczek pokryte są blachą cynkową. Do wnętrza kościoła prowadzą wejścia z trzech stron.
W pierwotnej bryle był podobny do budynku łódzkiego magistratu stojącego po przeciwległej stronie ul. Piotrkowskiej. Autorem projektu był Bonifacy Witkowski. W latach 80. XIX w. podjęto początkowo decyzję o rozbudowie kościoła, lecz ze względu na brak możliwości zaspokojenia potrzeb społeczności ewangelickiej w Łodzi, która w międzyczasie uległa znacznemu wzbogaceniu, świątynia została w latach 1889–1892 całkowicie przebudowana według projektu Ottona Gehliga i Hilarego Majewskiego. Do kamienia węgielnego wmurowanego podczas przebudowy 7 sierpnia 1889 roku dołączono spisany dzień wcześniej protokół o treści:

Gmina Ewangelicka w Łodzi, a z nią pierwszy kościół powstał w roku 1826.
Po 63 latach, z powodu uczuwanej potrzeby, kościół został przebudowany.
Kamień węgielny pod przebudowany kościół został położony dnia 26 lipca (7 sierpnia) 1889 roku za panowania Aleksandra III, Cesarza Rosyi i Króla Polskiego. Generał-gubernatorem warszawskim był Generał-Adjutant Hurko, gubernatorem piotrkowskim – generał Komarow, Policmajstrem miasta Łodzi – kapitan Danilczuk, Prezydentem miasta – Wł. Pieńkowski;
– generalny superintendent biskup Ewerth; pastor miejscowy Klemens Berthold Rondthaler, jego pomocnik Antoni Rutkowski. Członkowie dozoru kościelnego: L. Meyer, R. Finster, F. Rathe, A. Agather, H. Gehlig, J. Erb, E. Geyer, D. Goltz, G. Bliem.
Komitet budowlany, oprócz dozoru kościelnego, stanowili: K. Klukow, R. Ziegler, J. Kammerer, E. T. Neumann, A. Friedrich, R. Fischer, L. Strauch, F. Kindermann, O. J. Schultz, Ed. Modrow, T. Steigert, J. K. Simchen, A. Wenske, G. Wegner, M. Weigold. Kantorem był A. Schwab; sekretarzem kościoła – H. J. Gottschild; zakrystyanem – N. Friese; dzwonnikiem – K. Berner; grabarzem – A. Reinke.
Plan budowy, podług projektu budowniczego Ottona Gehliga, sporządził architekt Prokofjew, a wykonał budowę pod nadzorem tego ostatniego majster murarski Stelmachowski.
Przy położeniu kamienia węgielnego był także obecny pastor-dyakon parafii Ś-go Jana R. Schmidt.
Mamy nadzieję w Bogu, że rozpoczęta w wierze i miłości chrześciańskiej budowla, będzie i pozostanie świętem miejscem, na którem nam i potomkom naszym Słowo Boże zawsze sprawiedliwe i czyste głoszonem będzie.
Co daj Boże, Amen!

Ołtarz główny zaprojektował Feliks Paszkowski, stiuk wykonał Stefan Kiełbasiński w 1946 r. Pośrodku na mensie ołtarza stoi tabernakulum, a nad nim tron z czterech stiukowych kolumienek z głowicami w stylu korynckim. Rzeźbione w gipsie stacje Drogi Krzyżowej, ufundowane w 1946 r. przez Zgromadzenie Kupców w Łodzi.
W 1945 roku świątynia została, za przyzwoleniem władzy komunistycznej, przejęta przez Kościół katolicki. Powstała przy niej parafia rzymskokatolicka pod wezwaniem Zesłania Ducha Świętego. Ponadto kościół stał się kościołem garnizonowym. Jako świątynia rzymskokatolicka poświęcony został 1 I 1945 r. przez ks. prałata Jana Zdziowskiego. W 1989 parafia rzymskokatolicka wykupiła kościół i budynki parafialne od Kościoła Ewangelicko-Augsburskiego w RP.
W latach 2018–2019 elewacja budynku została poddana całkowitej renowacji. Przywrócono także jej pierwotny, pomarańczowy kolor.

## Organy
Na chórze muzycznym znajdują się 46-głosowe organy romantyczne o trakturze pneumatycznej wykonane przez znaną firmę Schlag und Söhne. Organy w tym kościele są najstarsze w całym mieście oraz największym instrumentem w środkowej Polsce pochodzącym z tej wytwórni. Wybudowano je po 1891 roku (prawdopodobnie w 1907 roku). Po roku 1945 instrument został powiększony o kilka głosów. 
Dyspozycja instrumentu:
| Manuał I          | Manuał II            | Manuał III          | Pedał                      |
| ----------------- | -------------------- | ------------------- | -------------------------- |
| 1. Pryncypał 16'  | 1. Kwintaton 16'     | 1. Flet podwójny 8' | 1. Pryncypał 16'           |
| 2. Burdon 16'     | 2. Pryncypał 8'      | 2. Róg kozi 8'      | 2. Subbas 16'              |
| 3. Pryncypał 8'   | 3. Vox coelestis 8'  | 3. Pryncypał 4'     | 3. Kwinta wielka 10 2/3'   |
| 4. Gamba 8'       | 4. Gedeckt 8'        | 4. Flet rurkowy 4'  | 4. Oktawbas 8'             |
| 5. Flet 8'        | 5. Pryncypał 4'      | 5. Róg nocny 2'     | 5. Fletbas 8'              |
| 6. Oktawa 4'      | 6. Trawersflet 4'    | 6. Septima 1 1/7'   | 6. Gedecktbas 8'           |
| 7. Flet 4'        | 7. Oktawa 2'         | 7. Flecik 1'        | 7. Nasardbas 5 1/3'        |
| 8. Kwinta 2 2/3'  | 8. Kwinta 1 1/3'     | 8. Sesquialtera 2x  | 8. Oktawbas 4'             |
| 9. Oktawa 2'      | 9. Mixtura wysoka 4x | 9. Cymbały 3x       | 9. Fletkrytybas 4'         |
| 10. Tercja 1 3/5' |                      | 10. Róg krzywy 8'   | 10. Róg nocny bas 2'       |
| 11. Kornet 3x     |                      |                     | 11. Kwinta szumiąca 2 2/3' |
| 12. Mixtura 5x    |                      |                     | 12. Trąbkabas 4'           |
| 13. Trąbka 8'     |                      |                     | 13. Puzonbas 16'           |
|                   |                      |                     | 14. Sordunbas 16'          |

## Galeria

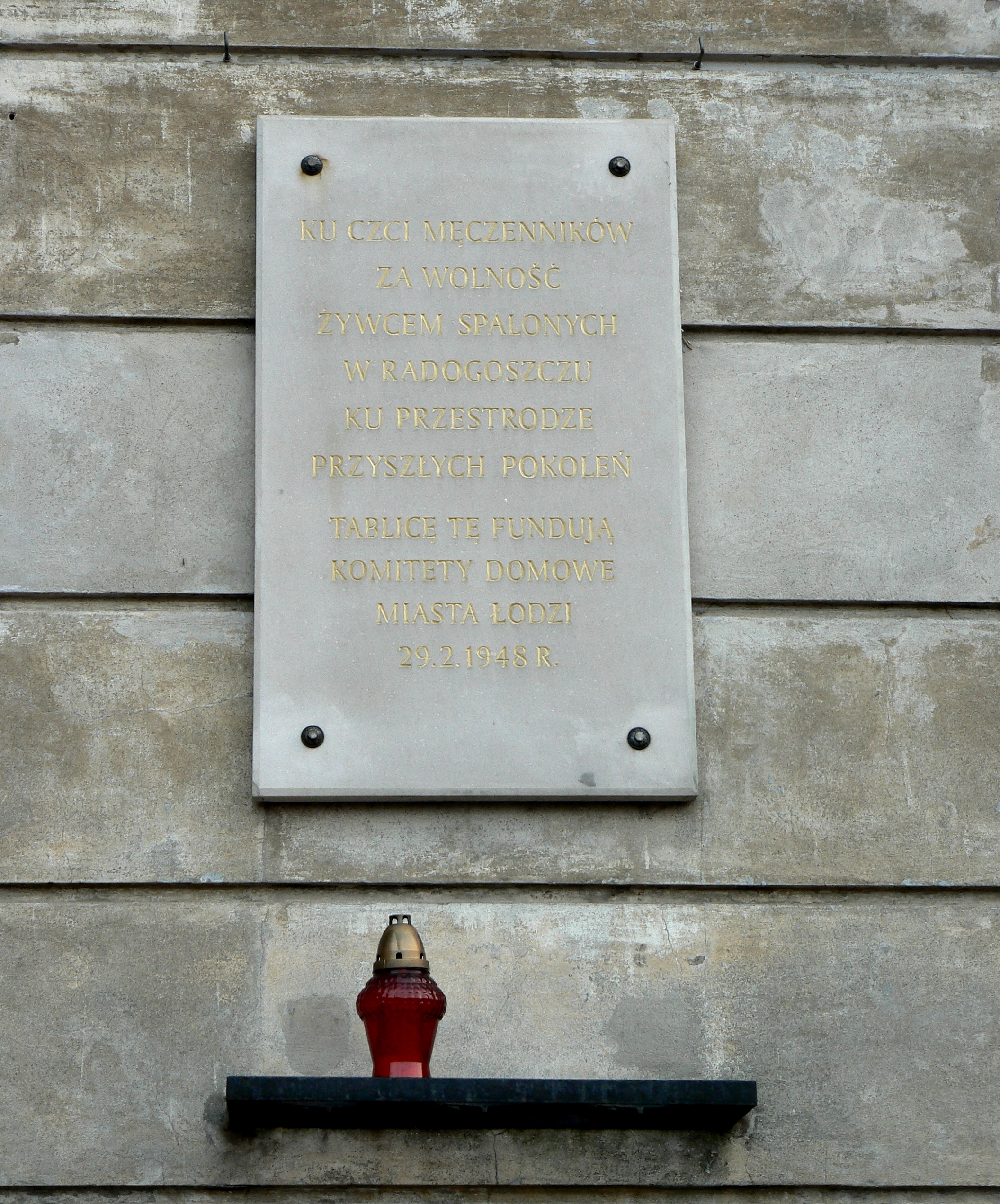
Tablica upamiętniająca więźniów zamordowanych i spalonych żywcem w więzieniu na Radogoszczu
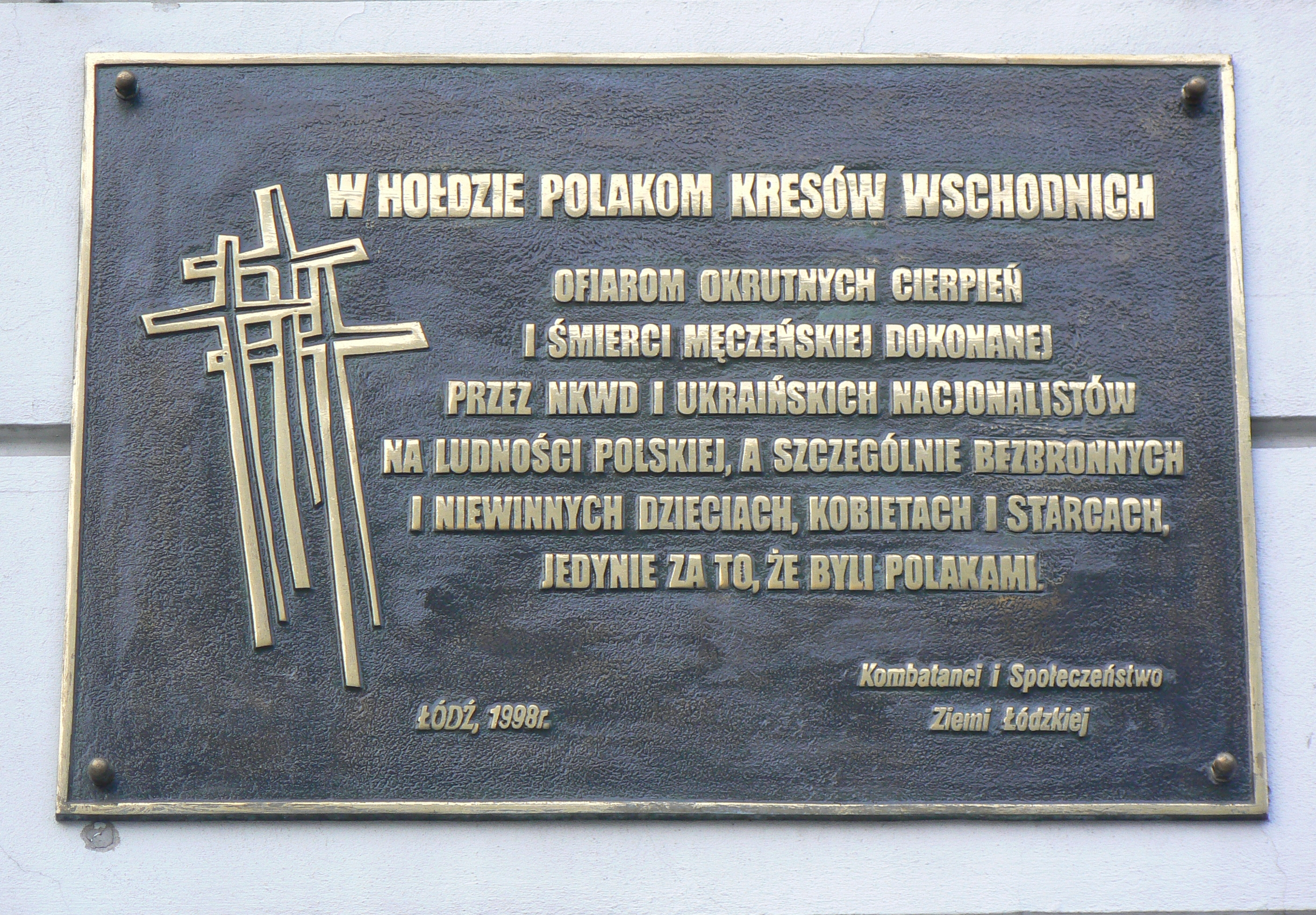
Tablica upamiętniająca Polaków zamordowanych przez NKWD oraz ukraińskich nacjonalistów na Kresach Wschodnich
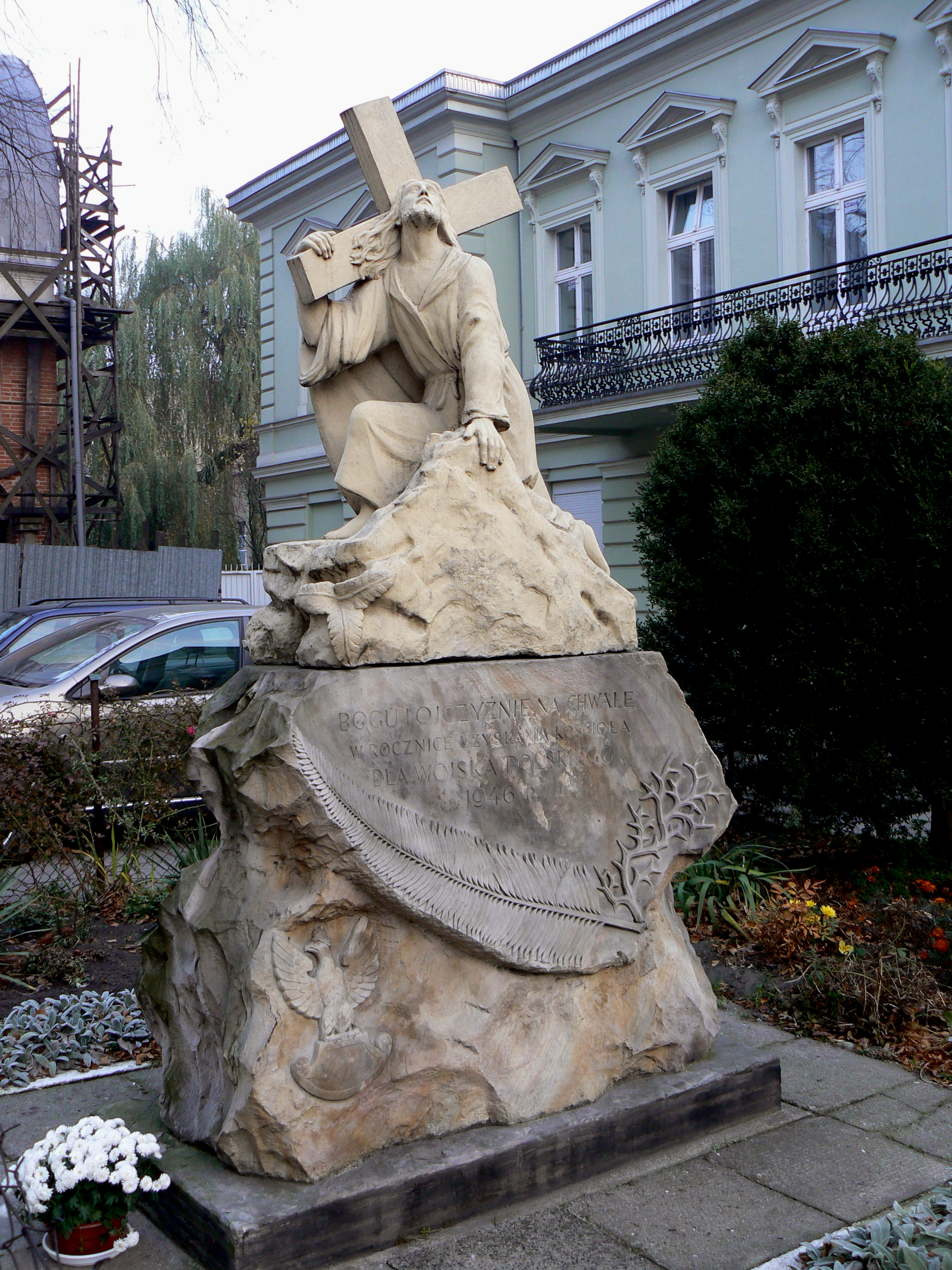
„Bogu i ojczyźnie na chwałę w rocznicę uzyskania kościoła dla Wojska Polskiego 1946 r.”
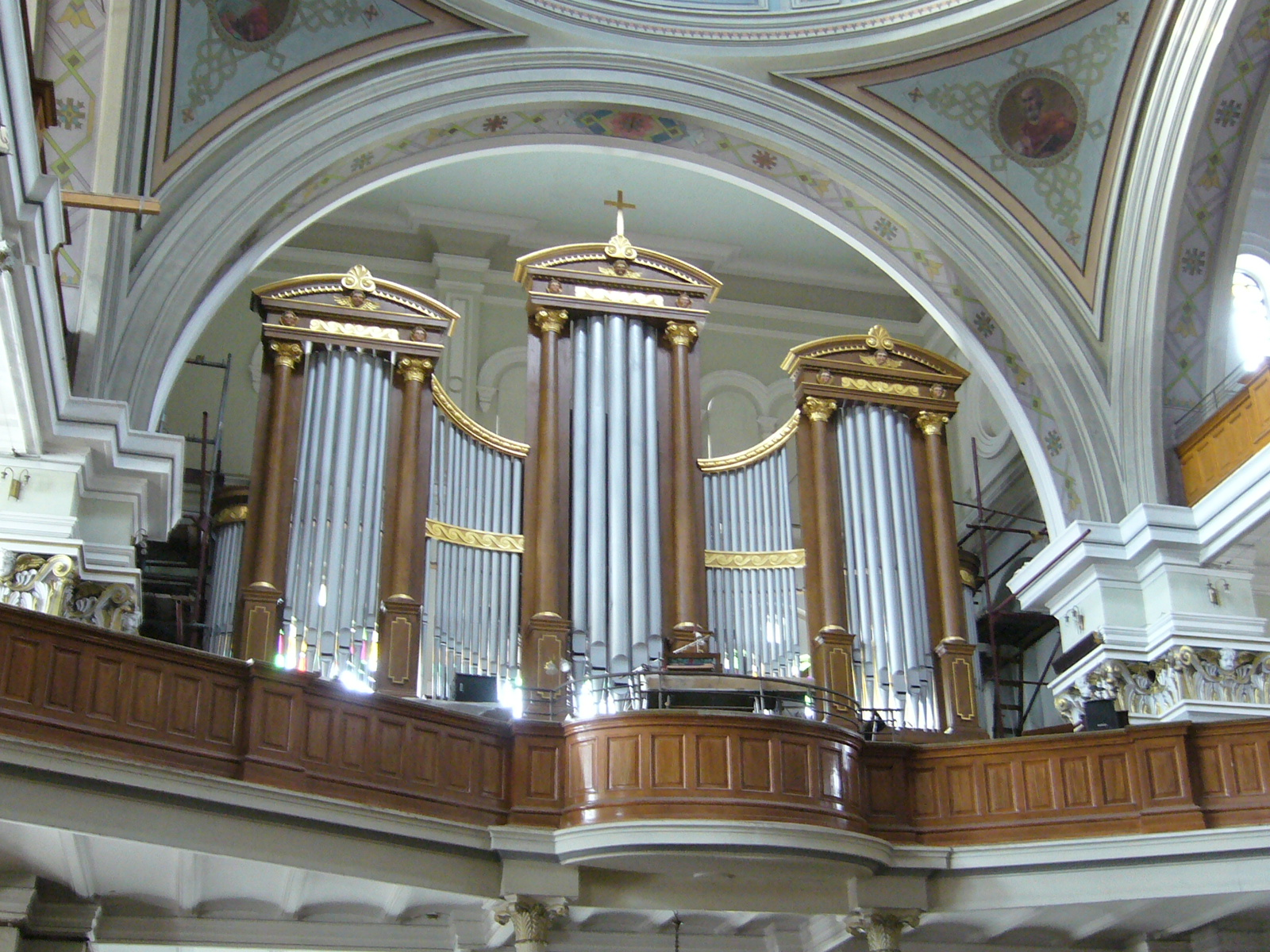
Organy
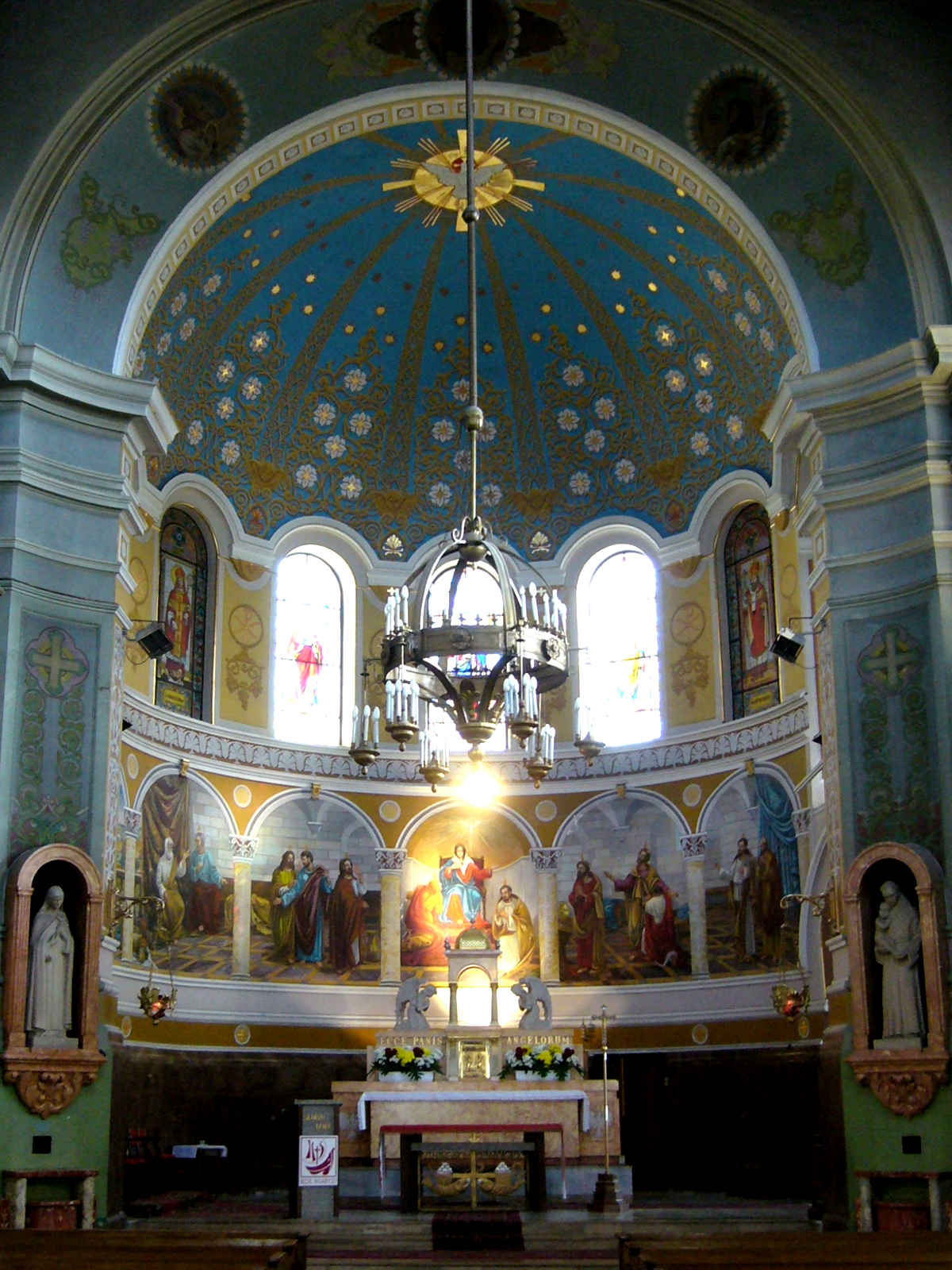
Polichromia autorstwa łódzkiego artysty malarza Mieczysława Saara
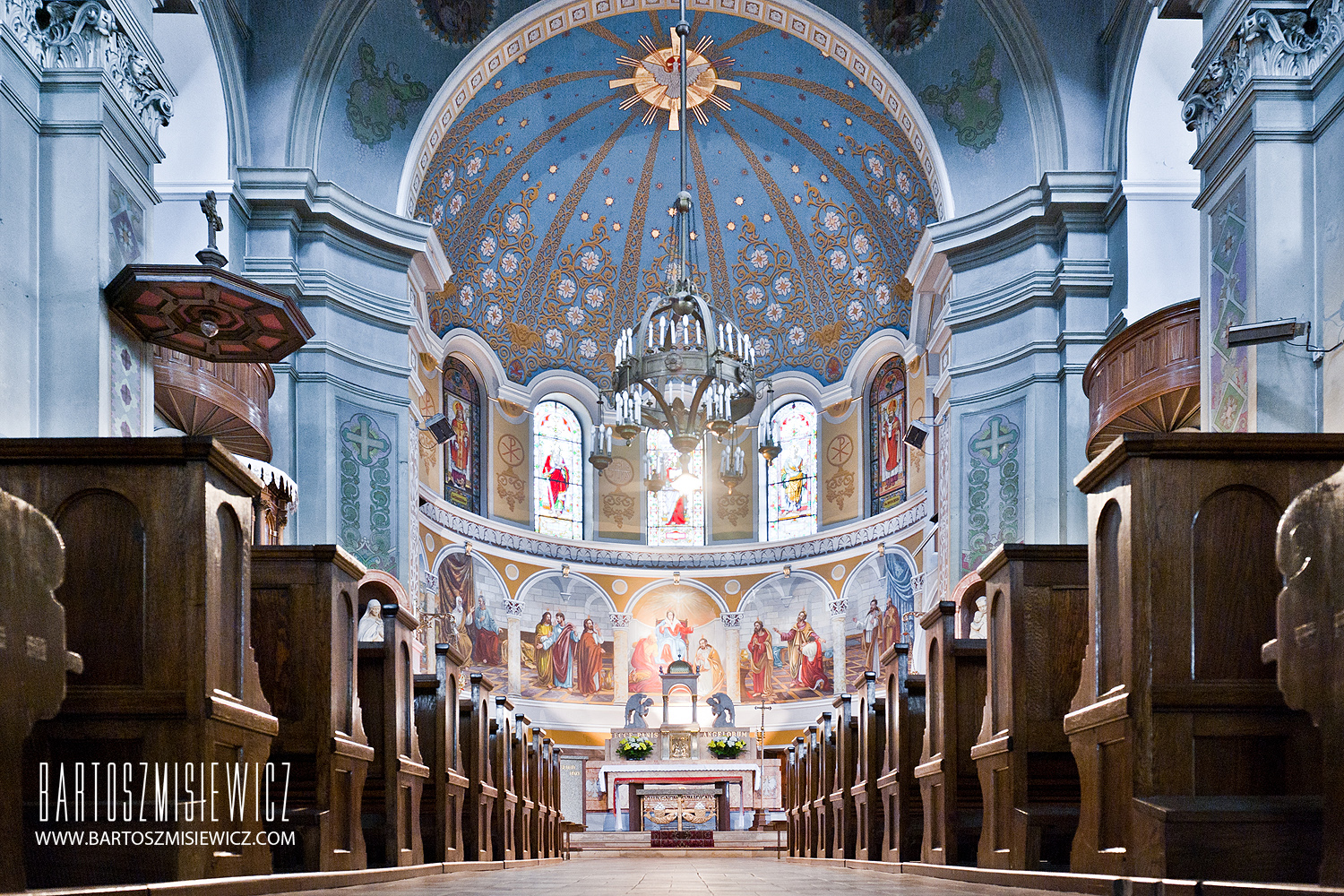
Wnętrze kościoła